# もう誰の目も気にしない
「もう誰の目も気にしない」（もうだれのめもきにしない）は、MANISHの7枚目のシングル。

## 内容
表題曲は、明治製菓「アメリカンチップス」CMソング。シングルとしては初のオリコントップ10入りを果たした。

## 収録曲
1. もう誰の目も気にしない
作詞：小田佳奈子 作曲：西本麻里 編曲：明石昌夫
2. Oh! My Life
作詞：高橋美鈴 作曲：西本麻里 編曲：明石昌夫
3. もう誰の目にも気にしない (inst.)

## 参加ミュージシャン
- 鈴木英俊 - ギター
- 小野塚晃（DIMENSION） - ピアノ